# Distrito electoral de Belknap
Belknap (en inglés: Belknap Precinct) es un distrito electoral ubicado en el condado de Johnson en el estado estadounidense de Illinois. En el Censo de 2010 tenía una población de 245 habitantes y una densidad poblacional de 4,7 personas por km².

## Geografía
Belknap se encuentra ubicado en las coordenadas 37°20′11″N 88°57′1″O / 37.33639, -88.95028. Según la Oficina del Censo de los Estados Unidos, Belknap tiene una superficie total de 52.16 km², de la cual 51.66 km² corresponden a tierra firme y (0.94%) 0.49 km² es agua.

## Demografía
Según el censo de 2010, había 245 personas residiendo en Belknap. La densidad de población era de 4,7 hab./km². De los 245 habitantes, Belknap estaba compuesto por el 96.33% blancos, el 0% eran afroamericanos, el 0% eran amerindios, el 0% eran asiáticos, el 0% eran isleños del Pacífico, el 2.04% eran de otras razas y el 1.63% pertenecían a dos o más razas. Del total de la población el 2.04% eran hispanos o latinos de cualquier raza.